# Alma Rubens
Alma Rubens (ur. 19 lutego 1897 w San Francisco, zm. 22 stycznia 1931 w Los Angeles) – amerykańska aktorka filmowa.

## Wybrana filmografia
- 1914: The Gangsters and the Girl jako Molly
- 1916: Americano jako Juana de Castalar
- 1923: Wrogowie kobiet jako Alicia
- 1928: Maski Diabła jako Hrabina Zellner
- 1929: She Goes to War jako Hrabina Zellner
- 1929: Statek komediantów jako Julie Dozier

## Wyróżnienia
Posiada swoją gwiazdę na Hollywoodzkiej Alei Gwiazd.